# Список эпизодов телесериала «Теория Большого взрыва»
«Теория Большого взрыва» — американский сериал, созданный Чаком Лорри и Биллом Прэди. Название сериала происходит от физической теории образования Вселенной в результате большого взрыва. Согласно этой теории, Вселенная образовалась из «сингулярности» (состояния с бесконечно высокой плотностью вещества) около 14 миллиардов лет назад. Автором термина «Большой взрыв» считается британский астроном Фред Хойл. Он употребил это название в 1949 году в насмешку над теорией, которую в то время не разделял. На тот момент наиболее часто использовалось обозначение «теория динамической эволюционирующей модели». Этот же принцип лежит в каждой серии, названной какой-либо научной гипотезой, экспериментом или принципом, намекающим на завязку эпизода. Исключение составляет пилотная серия. Самые популярные термины в названии эпизодов первых четырёх сезонов — реакция, гипотеза и формулировка.
С 2007 по 2019 год были показаны двенадцать сезонов сериала (всего 279 серий).

## Обзор сезонов
| Сезон | Сезон | Эпизоды | Оригинальная дата выхода | Оригинальная дата выхода | Рейтинг Нильсена   | Рейтинг Нильсена | Рейтинг Нильсена   | Рейтинг Нильсена |
| Сезон | Сезон | Эпизоды | Премьера сезона          | Финал сезона             | Зрители (миллионы) | Ранг             | Рейтинг/доля 18–49 | Ранг 18–49       |
| ----- | ----- | ------- | ------------------------ | ------------------------ | ------------------ | ---------------- | ------------------ | ---------------- |
|       | 1     | 17      | 24 сентября 2007         | 19 мая 2008              | 8.31               | 68               | 3.3/8              | 46               |
|       | 2     | 23      | 22 сентября 2008         | 11 мая 2009              | 10.03              | 40               | н/д                | н/д              |
|       | 3     | 23      | 21 сентября 2009         | 24 мая 2010              | 14.22              | 12               | 5.3/13             | 5                |
|       | 4     | 24      | 23 сентября 2010         | 19 мая 2011              | 13.21              | 13               | 4.4/13             | 7                |
|       | 5     | 24      | 22 сентября 2011         | 10 мая 2012              | 15.82              | 8                | 5.5/17             | 6                |
|       | 6     | 24      | 27 сентября 2012         | 16 мая 2013              | 18.68              | 3                | 6.2/19             | 2                |
|       | 7     | 24      | 26 сентября 2013         | 16 мая 2014              | 19.96              | 2                | 6.2/20             | 2                |
|       | 8     | 24      | 22 сентября 2014         | 7 мая 2015               | 19.05              | 2                | 5.6/17             | 4                |
|       | 9     | 24      | 21 сентября 2015         | 12 мая 2016              | 20.36              | 2                | 5.8/19             | 3                |
|       | 10    | 24      | 19 сентября 2016         | 11 мая 2017              | 18.99              | 2                | 4.9/19             | 3                |
|       | 11    | 24      | 25 сентября 2017         | 10 мая 2018              | 18.63              | 1                | 4.4                | 5                |
|       | 12    | 24      | 24 сентября 2018         | 16 мая 2019              | 17.31              | 2                | 3.6                | 6                |

## Список серий

### Сезон 1 (2007—2008)
| № общий | № в сезоне | Название                                                              | Режиссёр        | Автор сценария                                                                      | Дата премьеры    | Произв. код | Зрители в США (млн) |
| ------- | ---------- | --------------------------------------------------------------------- | --------------- | ----------------------------------------------------------------------------------- | ---------------- | ----------- | ------------------- |
| 1       | 1          | «Пилот» «Pilot»                                                       | Джеймс Берроуз  | Чак Лорри и Билл Прэди                                                              | 24 сентября 2007 | 276023      | 9.52                |
| 2       | 2          | «Теория квартирного хаоса» «The Big Bran Hypothesis»                  | Марк Сендроуски | Сюжет : Чак Лорри и Билл Прэди Телесценарий : Роберт Коэн и Дэйв Гоетч              | 1 октября 2007   | 3T6601      | 8.58                |
| 3       | 3          | «Фактор возбуждения — ноль» «The Fuzzy Boots Corollary»               | Марк Сендроуски | Сюжет : Чак Лорри Телесценарий : Билл Прэди и Стивен Моларо                         | 8 октября 2007   | 3T6602      | 8.36                |
| 4       | 4          | «Эффект светящейся рыбки» «The Luminous Fish Effect»                  | Марк Сендроуски | Сюжет : Чак Лорри и Билл Прэди Телесценарий : Дэвид Литт и Ли Аронсон               | 15 октября 2007  | 3T6603      | 8.15                |
| 5       | 5          | «Постулат гамбургера» «The Hamburger Postulate»                       | Эндрю Д. Вейман | Сюжет : Дженнифер Гликман Телесценарий : Дэйв Гоетч и Стивен Моларо                 | 22 октября 2007  | 3T6604      | 8.81                |
| 6       | 6          | «Парадигма Средиземья» «The Middle-Earth Paradigm»                    | Марк Сендроуски | Сюжет : Дэйв Гоетч Телесценарий : Дэвид Литт и Роберт Коэн                          | 29 октября 2007  | 3T6605      | 8.92                |
| 7       | 7          | «Парадокс коротышки» «The Dumpling Paradox»                           | Марк Сендроуски | Сюжет : Чак Лорри и Билл Прэди Телесценарий : Ли Аронсон и Дженнифер Гликман        | 5 ноября 2007    | 3T6606      | 9.68                |
| 8       | 8          | «Эксперимент с Кузнечиком» «The Grasshopper Experiment»               | Тед Уасс        | Сюжет : Дэйв Гоетч и Стивен Моларо Телесценарий : Ли Аронсон и Роберт Коэн          | 12 ноября 2007   | 3T6607      | 9.32                |
| 9       | 9          | «Поляризация Купера-Хофстедтера» «The Cooper Hofstadter Polarization» | Джоэль Мюррей   | Сюжет : Билл Прэди и Стивен Энгел Телесценарий : Чак Лорри, Ли Аронсон и Дэйв Гоетч | 17 марта 2008    | 3T6608      | 9.11                |
| 10      | 10         | «Совокупность лжи» «The Loobenfeld Decay»                             | Марк Сендроуски | Сюжет : Чак Лорри Телесценарий : Билл Прэди и Ли Аронсон                            | 24 марта 2008    | 3T6609      | 8.63                |
| 11      | 11         | «Несносный больной» «The Pancake Batter Anomaly»                      | Марк Сендроуски | Сюжет : Чак Лорри и Ли Аронсон Телесценарий : Билл Прэди и Стивен Энгел             | 31 марта 2008    | 3T6610      | 8.68                |
| 12      | 12         | «Умный и ещё умнее» «The Jerusalem Duality»                           | Марк Сендроуски | Сюжет : Дженнифер Гликман и Стивен Энгел Телесценарий : Дэйв Гоетч и Стивен Моларо  | 14 апреля 2008   | 3T6611      | 7.69                |
| 13      | 13         | «Турнир по физике» «The Bat Jar Conjecture»                           | Марк Сендроуски | Сюжет : Стивен Энгел и Дженнифер Гликман Телесценарий : Билл Прэди и Роберт Коэн    | 21 апреля 2008   | 3T6612      | 7.51                |
| 14      | 14         | «Машина времени» «The Nerdvana Annihilation»                          | Марк Сендроуски | Сюжет : Билл Прэди Телесценарий : Стивен Энгел и Стивен Моларо                      | 28 апреля 2008   | 3T6613      | 8.07                |
| 15      | 15         | «Шелдон 2.0» «The Pork Chop Indeterminacy»                            | Марк Сендроуски | Сюжет : Чак Лорри Телесценарий : Ли Аронсон и Билл Прэди                            | 5 мая 2008       | 3T6614      | 7.38                |
| 16      | 16         | «Сюрприз для Леонарда» «The Peanut Reaction»                          | Марк Сендроуски | Сюжет : Билл Прэди и Ли Аронсон Телесценарий : Дэйв Гоетч и Стивен Моларо           | 12 мая 2008      | 3T6615      | 7.79                |
| 17      | 17         | «Кот Шрёдингера» «The Tangerine Factor»                               | Марк Сендроуски | Сюжет : Чак Лорри и Билл Прэди Телесценарий : Ли Аронсон и Стивен Моларо            | 19 мая 2008      | 3T6616      | 7.34                |

### Сезон 2 (2008—2009)
| № общий | № в сезоне | Название                                                            | Режиссёр        | Автор сценария                                                                     | Дата премьеры    | Произв. код | Зрители в США (млн) |
| ------- | ---------- | ------------------------------------------------------------------- | --------------- | ---------------------------------------------------------------------------------- | ---------------- | ----------- | ------------------- |
| 18      | 1          | «Парадигма тухлой рыбы» «The Bad Fish Paradigm»                     | Марк Сендроуски | Сюжет : Билл Прэди Телесценарий : Дэйв Гоетч и Стивен Моларо                       | 22 сентября 2008 | 3T7351      | 9.36                |
| 19      | 2          | «Топология гульфика» «The Codpiece Topology»                        | Марк Сендроуски | Сюжет : Чак Лорри Телесценарий : Билл Прэди и Ли Аронсон                           | 29 сентября 2008 | 3T7352      | 8.76                |
| 20      | 3          | «Варварская сублимация» «The Barbarian Sublimation»                 | Марк Сендроуски | Сюжет : Николь Лорри Телесценарий : Стивен Моларо и Эрик Каплан                    | 6 октября 2008   | 3T7353      | 9.33                |
| 21      | 4          | «Эквивалент грифона» «The Griffin Equivalency»                      | Марк Сендроуски | Сюжет : Билл Прэди и Чак Лорри Телесценарий : Стивен Энгел и Тим Дойл              | 13 октября 2008  | 3T7354      | 9.36                |
| 22      | 5          | «Альтернатива Евклида» «The Euclid Alternative»                     | Марк Сендроуски | Сюжет : Билл Прэди и Стивен Моларо Телесценарий : Ли Аронсон и Дэйв Гоетч          | 20 октября 2008  | 3T7355      | 9.28                |
| 23      | 6          | «Теорема Купера-Новитцки» «The Cooper–Nowitzki Theorem»             | Марк Сендроуски | Сюжет : Стивен Энгел и Дэйли Хаггар Телесценарий : Тим Дойл и Ричард Розенсток     | 3 ноября 2008    | 3T7356      | 9.67                |
| 24      | 7          | «Поляризация панти-пинаты» «The Panty Piñata Polarization»          | Марк Сендроуски | Сюжет : Билл Прэди и Тим Дойл Телесценарий : Дженнифер Гликман и Стивен Моларо     | 10 ноября 2008   | 3T7357      | 10.01               |
| 25      | 8          | «Расширение ящерицы-Спока» «The Lizard–Spock Expansion»             | Марк Сендроуски | Сюжет : Билл Прэди Телесценарий : Дэйв Гоетч и Дженнифер Гликман                   | 17 ноября 2008   | 3T7358      | 9.76                |
| 26      | 9          | «Белая триангуляция спаржи» «The White Asparagus Triangulation»     | Марк Сендроуски | Сюжет : Дэйв Гоетч и Стивен Моларо Телесценарий : Стивен Энгел и Ричард Розенсток  | 24 ноября 2008   | 3T7359      | 10.19               |
| 27      | 10         | «Загадка отношений» «The Vartabedian Conundrum»                     | Марк Сендроуски | Сюжет : Чак Лорри и Стивен Моларо Телесценарий : Билл Прэди и Ричард Розенсток     | 8 декабря 2008   | 3T7360      | 10.80               |
| 28      | 11         | «Гипотеза подарка» «The Bath Item Gift Hypothesis»                  | Марк Сендроуски | Сюжет : Билл Прэди и Ричард Розенсток Телесценарий : Стивен Энгел и Эрик Каплан    | 15 декабря 2008  | 3T7361      | 11.42               |
| 29      | 12         | «Неустойчивость робота-убийцы» «The Killer Robot Instability»       | Марк Сендроуски | Сюжет : Билл Прэди и Ричард Розенсток Телесценарий : Стивен Моларо и Дэйли Хаггар  | 12 января 2009   | 3T7362      | 11.81               |
| 30      | 13         | «Алгоритм дружбы» «The Friendship Algorithm»                        | Марк Сендроуски | Сюжет : Билл Прэди и Ричард Розенсток Телесценарий : Чак Лорри и Стивен Моларо     | 19 января 2009   | 3T7363      | 11.10               |
| 31      | 14         | «Финансовая необходимость» «The Financial Permeability»             | Марк Сендроуски | Сюжет : Чак Лорри и Стивен Моларо Телесценарий : Ричард Розенсток и Эрик Каплан    | 2 февраля 2009   | 3T7364      | 10.89               |
| 32      | 15         | «Материнское влияние» «The Maternal Capacitance»                    | Марк Сендроуски | Сюжет : Чак Лорри и Билл Прэди Телесценарий : Ричард Розенсток и Стивен Моларо     | 9 февраля 2009   | 3T7365      | 13.11               |
| 33      | 16         | «Насыщенность подушки» «The Cushion Saturation»                     | Марк Сендроуски | Сюжет : Чак Лорри Телесценарий : Билл Прэди и Ли Аронсон                           | 2 марта 2009     | 3T7366      | 10.94               |
| 34      | 17         | «Разъединение Терминатора» «The Terminator Decoupling»              | Марк Сендроуски | Сюжет : Билл Прэди и Дэйв Гоетч Телесценарий : Тим Дойл и Стивен Энгел             | 9 марта 2009     | 3T7367      | 9.46                |
| 35      | 18         | «Песня работы нанокластеров» «The Work Song Nanocluster»            | Питер Чакос     | Сюжет : Билл Прэди и Ли Аронсон Телесценарий : Дэйв Гоетч и Ричард Розенсток       | 16 марта 2009    | 3T7368      | 9.76                |
| 36      | 19         | «Сопоставление мертвой проститутки» «The Dead Hooker Juxtaposition» | Марк Сендроуски | Стивен Моларо                                                                      | 30 марта 2009    | 3T7369      | 9.77                |
| 37      | 20         | «Изотоп Хофстедтера» «The Hofstadter Isotope»                       | Марк Сендроуски | Дэйв Гоетч                                                                         | 13 апреля 2009   | 3T7370      | 10.13               |
| 38      | 21         | «Лас-вегасская перенормализация» «The Vegas Renormalization»        | Марк Сендроуски | Сюжет : Джессика Амбросетти, Николь Лорри и Эндрю Рот Телесценарий : Стивен Моларо | 27 апреля 2009   | 3T7371      | 9.31                |
| 39      | 22         | «Буря секретных материалов» «The Classified Materials Turbulence»   | Марк Сендроуски | Сюжет : Чак Лорри и Ли Аронсон Телесценарий : Билл Прэди и Стивен Моларо           | 4 мая 2009       | 3T7373      | 9.25                |
| 40      | 23         | «Полярная экспедиция» «The Monopolar Expedition»                    | Марк Сендроуски | Эрик Каплан и Ричард Розенсток                                                     | 11 мая 2009      | 3T7372      | 9.81                |

### Сезон 3 (2009—2010)
| № общий | № в сезоне | Название                                                                 | Режиссёр        | Автор сценария | Дата премьеры    | Произв. код | Зрители в США (млн) |
| ------- | ---------- | ------------------------------------------------------------------------ | --------------- | --- | ---------------- | ----------- | ------------------- |
| 41      | 1          | «Флуктуации электрооткрывашки» «The Electric Can Opener Fluctuation»     | Марк Сендроуски | Стивен Моларо | 21 сентября 2009 | 3X5551      | 12.96               |
| 42      | 2          | «Гипотеза Джимини» «The Jiminy Conjecture»                               | Марк Сендроуски | Джим Рейнольдс | 28 сентября 2009 | 3X5552      | 13.27               |
| 43      | 3          | «Отклонение Готовица» «The Gothowitz Deviation»                          | Марк Сендроуски | Сюжет : Ли Аронсон и Ричард Розенсток Телесценарий : Билл Прэди и Мария Феррари                                                            | 5 октября 2009   | 3X5553      | 12.52               |
| 44      | 4          | «Пиратское решение» «The Pirate Solution»                                | Марк Сендроуски | Стив Холланд | 12 октября 2009  | 3X5554      | 13.07               |
| 45      | 5          | «Жуткая конфета, покрытая латексом» «The Creepy Candy Coating Corollary» | Марк Сендроуски | Сюжет : Чак Лорри и Билл Прэди Телесценарий : Ли Аронсон и Стивен Моларо                                                                   | 19 октября 2009  | 3X5556      | 13.47               |
| 46      | 6          | «Кукурузное завихрение» «The Cornhusker Vortex»                          | Марк Сендроуски | Сюжет : Билл Прэди и Стивен Моларо Телесценарий : Дэйв Гоетч и Ричард Розенсток                                                            | 2 ноября 2009    | 3X5555      | 12.73               |
| 47      | 7          | «Усиление гитариста» «The Guitarist Amplification»                       | Марк Сендроуски | Сюжет : Чак Лорри и Ли Аронсон Телесценарий : Билл Прэди, Ричард Розенсток и Джим Рейнольдс                                                | 9 ноября 2009    | 3X5557      | 12.79               |
| 48      | 8          | «Дефицит самоклеющихся утят» «The Adhesive Duck Deficiency»              | Марк Сендроуски | Сюжет : Чак Лорри, Билл Прэди и Дэйв Гоетч Телесценарий : Стивен Моларо, Эрик Каплан и Мария Феррари                                       | 16 ноября 2009   | 3X5558      | 13.23               |
| 49      | 9          | «Формула мести» «The Vengeance Formulation»                              | Марк Сендроуски | Сюжет : Чак Лорри и Мария Феррари Телесценарий : Ричард Розенсток, Джим Рейнольдс и Стив Холланд                                           | 23 ноября 2009   | 3X5559      | 14.13               |
| 50      | 10         | «Эксперимент с гориллой» «The Gorilla Experiment»                        | Марк Сендроуски | Сюжет : Чак Лорри, Ричард Розенсток и Стив Холланд Телесценарий : Билл Прэди, Стивен Моларо и Мария Феррари                                | 7 декабря 2009   | 3X5560      | 14.38               |
| 51      | 11         | «Материнская конгруэнтность» «The Maternal Congruence»                   | Марк Сендроуски | Сюжет : Ли Аронсон, Стивен Моларо, Ричард Розенсток и Мария Феррари Телесценарий : Чак Лорри, Билл Прэди и Дэйв Гоетч                      | 14 декабря 2009  | 3X5562      | 15.58               |
| 52      | 12         | «Экстрасенсорное завихрение» «The Psychic Vortex»                        | Марк Сендроуски | Сюжет : Ли Аронсон и Стивен Моларо Телесценарий : Чак Лорри, Эрик Каплан и Джим Рейнольдс                                                  | 11 января 2010   | 3X5561      | 15.82               |
| 53      | 13         | «Реакция Бозмана» «The Bozeman Reaction»                                 | Марк Сендроуски | Сюжет : Билл Прэди, Ли Аронсон и Джим Рейнольдс Телесценарий : Чак Лорри, Стивен Моларо и Стив Холланд                                     | 18 января 2010   | 3X5563      | 14.99               |
| 54      | 14         | «Приближение Эйнштейна» «The Einstein Approximation»                     | Марк Сендроуски | Сюжет : Ли Аронсон, Дэйв Гоетч и Стив Холланд Телесценарий : Чак Лорри, Стивен Моларо и Эрик Каплан                                        | 1 февраля 2010   | 3X5565      | 15.51               |
| 55      | 15         | «Большое адронное столкновение» «The Large Hadron Collision»             | Марк Сендроуски | Сюжет : Чак Лорри, Стивен Моларо и Джим Рейнольдс Телесценарий : Ли Аронсон, Ричард Розенсток и Мария Феррари                              | 8 февраля 2010   | 3X5564      | 16.26               |
| 56      | 16         | «Приобретение чего-то большего» «The Excelsior Acquisition»              | Питер Чакос     | Сюжет : Чак Лорри, Ли Аронсон и Стивен Моларо Телесценарий : Билл Прэди, Стив Холланд и Мария Феррари                                      | 1 марта 2010     | 3X5566      | 15.73               |
| 57      | 17         | «Прелестная фрагментация» «The Precious Fragmentation»                   | Марк Сендроуски | Сюжет : Ли Аронсон, Эрик Каплан и Мария Феррари Телесценарий : Билл Прэди, Стивен Моларо и Ричард Розенсток                                | 8 марта 2010     | 3X5567      | 16.32               |
| 58      | 18         | «Брючная альтернатива» «The Pants Alternative»                           | Марк Сендроуски | Сюжет : Чак Лорри, Билл Прэди и Стив Холланд Телесценарий : Эрик Каплан, Ричард Розенсток и Джим Рейнольдс                                 | 22 марта 2010    | 3X5568      | 13.42               |
| 59      | 19         | «Рекуррентность Уитона» «The Wheaton Recurrence»                         | Марк Сендроуски | Сюжет : Чак Лорри, Стивен Моларо, Николь Лорри и Джессика Амбросетти Телесценарий : Билл Прэди, Дэйв Гоетч, Джим Рейнольдс и Мария Феррари | 12 апреля 2010   | 3X5569      | 13.39               |
| 60      | 20         | «Спагеттивный катализатор» «The Spaghetti Catalyst»                      | Энтони Рич      | Чак Лорри, Билл Прэди, Ли Аронсон и Стивен Моларо                                                                                          | 3 мая 2010       | 3X5570      | 11.63               |
| 61      | 21         | «Стимуляция Плимптон» «The Plimpton Stimulation»                         | Марк Сендроуски | Сюжет : Чак Лорри, Билл Прэди и Ли Аронсон Телесценарий : Стивен Моларо, Джим Рейнольдс и Мария Феррари                                    | 10 мая 2010      | 3X5571      | 13.73               |
| 62      | 22         | «Имплементация лестницы» «The Staircase Implementation»                  | Марк Сендроуски | Сюжет : Ли Аронсон, Стивен Моларо и Стив Холланд Телесценарий : Чак Лорри, Дэйв Гоетч и Мария Феррари                                      | 17 мая 2010      | 3X5572      | 15.02               |
| 63      | 23         | «Лунное возбуждение» «The Lunar Excitation»                              | Питер Чакос     | Сюжет : Чак Лорри, Билл Прэди и Мария Феррари Телесценарий : Ли Аронсон, Стивен Моларо и Стив Холланд                                      | 24 мая 2010      | 3X5573      | 14.78               |

### Сезон 4 (2010—2011)
| № общий | № в сезоне | Название                                                              | Режиссёр        | Автор сценария                                                                                            | Дата премьеры    | Произв. код | Зрители в США (млн) |
| ------- | ---------- | --------------------------------------------------------------------- | --------------- | --- | ---------------- | ----------- | ------------------- |
| 64      | 1          | «Манипулятор Воловица» «The Robotic Manipulation»                     | Марк Сендроуски | Сюжет : Чак Лорри, Ли Аронсон и Дэйв Гоетч Телесценарий : Стивен Моларо, Эрик Каплан и Стив Холланд       | 23 сентября 2010 | 3X6651      | 14.04               |
| 65      | 2          | «Эффект крестоцветных» «The Cruciferous Vegetable Amplification»      | Марк Сендроуски | Сюжет : Билл Прэди, Ли Аронсон и Стив Холланд Телесценарий : Чак Лорри, Стивен Моларо и Джим Рейнольдс    | 30 сентября 2010 | 3X6652      | 13.05               |
| 66      | 3          | «Пуфыстая замена» «The Zazzy Substitution»                            | Марк Сендроуски | Сюжет : Чак Лорри, Билл Прэди и Джим Рейнольдс Телесценарий : Ли Аронсон, Стивен Моларо и Мария Феррари   | 7 октября 2010   | 3X6653      | 12.59               |
| 67      | 4          | «Тролль-искуситель» «The Hot Troll Deviation»                         | Марк Сендроуски | Сюжет : Чак Лорри, Стивен Моларо и Adam Faberman Телесценарий : Билл Прэди, Ли Аронсон и Мария Феррари    | 14 октября 2010  | 3X6654      | 12.57               |
| 68      | 5          | «Эманация отчаяния» «The Desperation Emanation»                       | Марк Сендроуски | Сюжет : Билл Прэди, Ли Аронсон и Дэйв Гоетч Телесценарий : Чак Лорри, Стивен Моларо и Стив Холланд        | 21 октября 2010  | 3X6655      | 13.05               |
| 69      | 6          | «Инсинуация с ирландским пабом» «The Irish Pub Formulation»           | Марк Сендроуски | Сюжет : Чак Лорри, Ли Аронсон и Стивен Моларо Телесценарий : Билл Прэди, Эрик Каплан и Мария Феррари      | 28 октября 2010  | 3X6656      | 13.04               |
| 70      | 7          | «Апологичная недостаточность» «The Apology Insufficiency»             | Марк Сендроуски | Сюжет : Чак Лорри, Ли Аронсон и Мария Феррари Телесценарий : Билл Прэди, Стивен Моларо и Стив Холланд     | 4 ноября 2010    | 3X6657      | 14.00               |
| 71      | 8          | «21-секундный восторг» «The 21-Second Excitation»                     | Марк Сендроуски | Сюжет : Чак Лорри, Билл Прэди и Джим Рейнольдс Телесценарий : Ли Аронсон, Стивен Моларо и Стив Холланд    | 11 ноября 2010   | 3X6658      | 13.11               |
| 72      | 9          | «Мужские осложнения» «The Boyfriend Complexity»                       | Марк Сендроуски | Сюжет : Чак Лорри, Ли Аронсон и Джим Рейнольдс Телесценарий : Билл Прэди, Стивен Моларо и Дэйв Гоетч      | 18 ноября 2010   | 3X6659      | 13.02               |
| 73      | 10         | «Гипотезы о паразитах Чужого» «The Alien Parasite Hypothesis»         | Марк Сендроуски | Сюжет : Чак Лорри, Стивен Моларо и Стив Холланд Телесценарий : Ли Аронсон, Джим Рейнольдс и Мария Феррари | 9 декабря 2010   | 3X6660      | 12.03               |
| 74      | 11         | «Рекомбинация Лиги Справедливости» «The Justice League Recombination» | Марк Сендроуски | Сюжет : Чак Лорри, Ли Аронсон и Мария Феррари Телесценарий : Билл Прэди, Стивен Моларо и Стив Холланд     | 16 декабря 2010  | 3X6661      | 13.24               |
| 75      | 12         | «Применение автобусных брюк» «The Bus Pants Utilization»              | Марк Сендроуски | Сюжет : Чак Лорри, Ли Аронсон и Мария Феррари Телесценарий : Билл Прэди, Стивен Моларо и Эрик Каплан      | 6 января 2011    | 3X6662      | 13.98               |
| 76      | 13         | «Крах Машины Любви» «The Love Car Displacement»                       | Энтони Рич      | Сюжет : Чак Лорри, Билл Прэди и Дэйв Гоетч Телесценарий : Ли Аронсон, Стивен Моларо и Стив Холланд        | 20 января 2011   | 3X6663      | 13.63               |
| 77      | 14         | «Драматический катализатор» «The Thespian Catalyst»                   | Марк Сендроуски | Сюжет : Чак Лорри, Ли Аронсон и Джим Рейнольдс Телесценарий : Билл Прэди, Стивен Моларо и Мария Феррари   | 3 февраля 2011   | 3X6664      | 13.83               |
| 78      | 15         | «Цена меценатства» «The Benefactor Factor»                            | Марк Сендроуски | Сюжет : Билл Прэди, Ли Аронсон и Дэйв Гоетч Телесценарий : Чак Лорри, Эрик Каплан и Стив Холланд          | 10 февраля 2011  | 3X6665      | 12.79               |
| 79      | 16         | «Формулировка сожительства» «The Cohabitation Formulation»            | Марк Сендроуски | Сюжет : Чак Лорри, Ли Аронсон и Дэйв Гоетч Телесценарий : Билл Прэди, Стивен Моларо и Джим Рейнольдс      | 17 февраля 2011  | 3X6666      | 12.41               |
| 80      | 17         | «Происхождение тоста» «The Toast Derivation»                          | Марк Сендроуски | Сюжет : Билл Прэди, Дэйв Гоетч и Мария Феррари Телесценарий : Чак Лорри, Стивен Моларо и Джим Рейнольдс   | 24 февраля 2011  | 3X6667      | 12.35               |
| 81      | 18         | «Аппроксимация ловкости» «The Prestidigitation Approximation»         | Марк Сендроуски | Сюжет : Билл Прэди, Стив Холланд и Эдди Городецки Телесценарий : Чак Лорри, Стивен Моларо и Эрик Каплан   | 10 марта 2011    | 3X6668      | 12.06               |
| 82      | 19         | «Вторжение Зарнецки» «The Zarnecki Incursion»                         | Питер Чакос     | Сюжет : Чак Лорри, Стивен Моларо и Мария Феррари Телесценарий : Билл Прэди, Дэйв Гоетч и Джим Рейнольдс   | 31 марта 2011    | 3X6669      | 11.92               |
| 83      | 20         | «Прорастание травяного сада» «The Herb Garden Germination»            | Марк Сендроуски | Сюжет : Чак Лорри, Эрик Каплан и Эдди Городецки Телесценарий : Билл Прэди, Стивен Моларо и Стив Холланд   | 7 апреля 2011    | 3X6670      | 11.40               |
| 84      | 21         | «Препарирование соглашения» «The Agreement Dissection»                | Марк Сендроуски | Сюжет : Билл Прэди, Дэйв Гоетч и Эдди Городецки Телесценарий : Чак Лорри, Стивен Моларо и Эрик Каплан     | 28 апреля 2011   | 3X6671      | 10.71               |
| 85      | 22         | «Внедрение гну» «The Wildebeest Implementation»                       | Марк Сендроуски | Сюжет : Чак Лорри, Стивен Моларо и Эрик Каплан Телесценарий : Билл Прэди, Эдди Городецки и Мария Феррари  | 5 мая 2011       | 3X6672      | 10.50               |
| 86      | 23         | «Реакция на помолвку» «The Engagement Reaction»                       | Ховард Мюррей   | Сюжет : Билл Прэди, Эрик Каплан и Джим Рейнольдс Телесценарий : Чак Лорри, Стивен Моларо и Стив Холланд   | 12 мая 2011      | 3X6673      | 10.78               |
| 87      | 24         | «Соседская метаморфоза» «The Roommate Transmogrification»             | Марк Сендроуски | Сюжет : Чак Лорри, Стивен Моларо и Эдди Городецки Телесценарий : Билл Прэди, Эрик Каплан и Джим Рейнольдс | 19 мая 2011      | 3X6674      | 11.30               |

### Сезон 5 (2011—2012)
| № общий | № в сезоне | Название                                                                | Режиссёр        | Автор сценария | Дата премьеры    | Произв. код | Зрители в США (млн) |
| ------- | ---------- | ----------------------------------------------------------------------- | --------------- | --- | ---------------- | ----------- | ------------------- |
| 88      | 1          | «Анализ рефлекса распущенности» «The Skank Reflex Analysis»             | Марк Сендроуски | Сюжет : Эрик Каплан, Мария Феррари и Энтони Дель Брокколо Телесценарий : Чак Лорри, Билл Прэди и Стивен Моларо         | 22 сентября 2011 | 3X6851      | 14.30               |
| 89      | 2          | «Заразительная гипотеза» «The Infestation Hypothesis»                   | Марк Сендроуски | Сюжет : Билл Прэди, Стивен Моларо и Мария Феррари Телесценарий : Чак Лорри, Джим Рейнольдс и Стив Холланд              | 22 сентября 2011 | 3X6852      | 14.94               |
| 90      | 3          | «Экстраполяция тянущего паха» «The Pulled Groin Extrapolation»          | Марк Сендроуски | Сюжет : Чак Лорри, Эрик Каплан и Джим Рейнольдс Телесценарий : Билл Прэди, Стивен Моларо и Дэйв Гоетч                  | 29 сентября 2011 | 3X6853      | 14.74               |
| 91      | 4          | «Катализатор неугомонного пальца» «The Wiggly Finger Catalyst»          | Марк Сендроуски | Сюжет : Чак Лорри, Дэйв Гоетч и Энтони Дель Брокколо Телесценарий : Билл Прэди, Стивен Моларо и Стив Холланд           | 6 октября 2011   | 3X6854      | 13.92               |
| 92      | 5          | «Влияние русской ракеты» «The Russian Rocket Reaction»                  | Марк Сендроуски | Сюжет : Билл Прэди, Стивен Моларо и Джим Рейнольдс Телесценарий : Чак Лорри, Эрик Каплан и Мария Феррари               | 13 октября 2011  | 3X6855      | 13.58               |
| 93      | 6          | «Откровение ринита» «The Rhinitis Revelation»                           | Ховард Мюррей   | Сюжет : Чак Лорри, Эрик Каплан и Стив Холланд Телесценарий : Билл Прэди, Стивен Моларо и Джим Рейнольдс                | 20 октября 2011  | 3X6857      | 14.93               |
| 94      | 7          | «Флуктуации хорошего парня» «The Good Guy Fluctuation»                  | Марк Сендроуски | Сюжет : Чак Лорри, Дэйв Гоетч и Мария Феррари Телесценарий : Билл Прэди, Стивен Моларо и Стив Холланд                  | 27 октября 2011  | 3X6856      | 14.54               |
| 95      | 8          | «Перестановка уединения» «The Isolation Permutation»                    | Марк Сендроуски | Сюжет : Чак Лорри, Эрик Каплан и Тара Эрнандес Телесценарий : Билл Прэди, Стивен Моларо и Стив Холланд                 | 3 ноября 2011    | 3X6858      | 15.98               |
| 96      | 9          | «Распространение орнитофобии» «The Ornithophobia Diffusion»             | Марк Сендроуски | Сюжет : Чак Лорри, Дэйв Гоетч и Энтони Дель Брокколо Телесценарий : Билл Прэди, Стивен Моларо и Эрик Каплан            | 10 ноября 2011   | 3X6859      | 15.89               |
| 97      | 10         | «Приобретение горящей плевательницы» «The Flaming Spittoon Acquisition» | Марк Сендроуски | Сюжет : Чак Лорри, Стивен Моларо и Дэйв Гоетч Телесценарий : Билл Прэди, Джим Рейнольдс и Стив Холланд                 | 17 ноября 2011   | 3X6860      | 15.05               |
| 98      | 11         | «Возвращение Спекермана» «The Speckerman Recurrence»                    | Энтони Рич      | Сюжет : Чак Лорри, Билл Прэди и Стив Холланд Телесценарий : Стивен Моларо, Эрик Каплан и Энтони Дель Брокколо          | 8 декабря 2011   | 3X6861      | 14.02               |
| 99      | 12         | «Уловка с блестящей безделушкой» «The Shiny Trinket Maneuver»           | Марк Сендроуски | Сюжет : Чак Лорри, Стив Холланд, Тара Эрнандес Телесценарий : Билл Прэди, Стивен Моларо и Джим Рейнольдс               | 12 января 2012   | 3X6862      | 16.13               |
| 100     | 13         | «Гипотеза о рекомбинации» «The Recombination Hypothesis»                | Марк Сендроуски | Сюжет : Чак Лорри Телесценарий : Билл Прэди и Стивен Моларо                                                            | 19 января 2012   | 3X6863      | 15.83               |
| 101     | 14         | «Запуск бета-теста» «The Beta Test Initiation»                          | Марк Сендроуски | Сюжет : Чак Лорри, Стивен Моларо и Эрик Каплан Телесценарий : Билл Прэди, Дэйв Гоетч и Мария Феррари                   | 26 января 2012   | 3X6864      | 16.13               |
| 102     | 15         | «Заключение дружбы» «The Friendship Contraction»                        | Марк Сендроуски | Сюжет : Чак Лорри, Эрик Каплан и Джим Рейнольдс Телесценарий : Билл Прэди, Стивен Моларо и Стив Холланд                | 2 февраля 2012   | 3X6865      | 16.54               |
| 103     | 16         | «Проблема отпуска» «The Vacation Solution»                              | Марк Сендроуски | Сюжет : Чак Лорри, Энтони Дель Брокколо и Тара Эрнандес Телесценарий : Билл Прэди, Стивен Моларо и Мария Феррари       | 9 февраля 2012   | 3X6866      | 16.21               |
| 104     | 17         | «Дезинтеграция Ротмана» «The Rothman Disintegration»                    | Марк Сендроуски | Сюжет : Чак Лорри, Билл Прэди и Стив Холланд Телесценарий : Стивен Моларо, Эрик Каплан и Джим Рейнольдс                | 16 февраля 2012  | 3X6867      | 15.65               |
| 105     | 18         | «Трансформация оборотня» «The Werewolf Transformation»                  | Марк Сендроуски | Сюжет : Чак Лорри, Тодд Крэйг и Гэри Торвинен Телесценарий : Билл Прэди, Стивен Моларо, Джим Рейнольдс и Мария Феррари | 23 февраля 2012  | 3X6868      | 16.20               |
| 106     | 19         | «Круговерть на выходных» «The Weekend Vortex»                           | Марк Сендроуски | Сюжет : Чак Лорри, Билл Прэди и Tara Hernandez Телесценарий : Стивен Моларо, Эрик Каплан и Стив Холланд                | 8 марта 2012     | 3X6869      | 15.04               |
| 107     | 20         | «Неисправный телепорт» «The Transporter Malfunction»                    | Марк Сендроуски | Сюжет : Чак Лорри, Билл Прэди и Мария Феррари Телесценарий : Стивен Моларо, Джим Рейнольдс и Стив Холланд              | 29 марта 2012    | 3X6870      | 13.96               |
| 108     | 21         | «Возбуждение Хокинга» «The Hawking Excitation»                          | Марк Сендроуски | Сюжет : Билл Прэди, Стивен Моларо и Стив Холланд Телесценарий : Чак Лорри, Эрик Каплан и Мария Феррари                 | 5 апреля 2012    | 3X6871      | 13.29               |
| 109     | 22         | «Конвергенция мальчишника» «The Stag Convergence»                       | Питер Чакос     | Сюжет : Билл Прэди, Стив Холланд и Эрик Каплан Телесценарий : Чак Лорри, Стивен Моларо и Джим Рейнольдс                | 26 апреля 2012   | 3X6872      | 12.65               |
| 110     | 23         | «Ускорение запуска» «The Launch Acceleration»                           | Марк Сендроуски | Сюжет : Чак Лорри, Стивен Моларо и Джим Рейнольдс Телесценарий : Билл Прэди, Стив Холланд и Мария Феррари              | 3 мая 2012       | 3X6873      | 13.91               |
| 111     | 24         | «Отражение обратного отсчета» «The Countdown Reflection»                | Марк Сендроуски | Сюжет : Билл Прэди, Эрик Каплан и Стив Холланд Телесценарий : Чак Лорри, Стивен Моларо и Джим Рейнольдс                | 10 мая 2012      | 3X6874      | 13.72               |

### Сезон 6 (2012—2013)
| № общий | № в сезоне | Название                                                                              | Режиссёр        | Автор сценария | Дата премьеры    | Произв. код | Зрители в США (млн) |
| ------- | ---------- | ------------------------------------------------------------------------------------- | --------------- | --- | ---------------- | ----------- | ------------------- |
| 112     | 1          | «Вариативность ночных свиданий» «The Date Night Variable»                             | Марк Сендроуски | Сюжет : Чак Лорри, Эрик Каплан и Стив Холланд Телесценарий : Стивен Моларо, Джим Рейнольдс и Мария Феррари        | 27 сентября 2012 | 3X7601      | 15.66               |
| 113     | 2          | «Колебания расставания» «The Decoupling Fluctuation»                                  | Марк Сендроуски | Сюжет : Чак Лорри, Джим Рейнольдс и Мария Феррари Телесценарий : Стивен Моларо, Эрик Каплан и Стив Холланд        | 4 октября 2012   | 3X7602      | 15.18               |
| 114     | 3          | «Изыскания Бозона Хиггса» «The Higgs Boson Observation»                               | Марк Сендроуски | Сюжет : Стивен Моларо, Дэйв Гоетч и Стив Холланд Телесценарий : Чак Лорри, Джим Рейнольдс м Мария Феррари         | 11 октября 2012  | 3X7603      | 14.23               |
| 115     | 4          | «Минимизация возвращения» «The Re-Entry Minimization»                                 | Марк Сендроуски | Сюжет : Билл Прэди, Джим Рейнольдс и Энтони Дель Брокколо Телесценарий : Чак Лорри, Стивен Моларо и Эрик Каплан   | 18 октября 2012  | 3X7604      | 15.73               |
| 116     | 5          | «Голографическое возбуждение» «The Holographic Excitation»                            | Марк Сендроуски | Сюжет : Чак Лорри, Эрик Каплан и Джереми Хоув Телесценарий : Стивен Моларо, Стив Холланд и Мария Феррари          | 25 октября 2012  | 3X7605      | 15.82               |
| 117     | 6          | «Экстракция уничижения» «The Extract Obliteration»                                    | Марк Сендроуски | Сюжет : Чак Лорри, Билл Прэди и Стив Холланд Телесценарий : Стивен Моларо, Джим Рейнольдс и Эрик Каплан           | 1 ноября 2012    | 3X7606      | 15.90               |
| 118     | 7          | «Конфигурация жилья» «The Habitation Configuration»                                   | Марк Сендроуски | Сюжет : Чак Лорри, Эрик Каплан и Джим Рейнольдс Телесценарий : Стивен Моларо, Стив Холланд и Мария Феррари        | 8 ноября 2012    | 3X7607      | 16.68               |
| 119     | 8          | «Особенность числа 43» «The 43 Peculiarity»                                           | Марк Сендроуски | Сюжет : Чак Лорри, Дэйв Гоетч и Энтони Дель Брокколо Телесценарий : Стивен Моларо, Джим Рейнольдс и Стив Холланд  | 15 ноября 2012   | 3X7608      | 17.63               |
| 120     | 9          | «Эскалация парковочного места» «The Parking Spot Escalation»                          | Питер Чакос     | Сюжет : Чак Лорри, Эрик Каплан и Адам Фаберман Телесценарий : Стивен Моларо, Стив Холланд и Мария Феррари         | 29 ноября 2012   | 3X7609      | 17.25               |
| 121     | 10         | «Перемещение рыбьих внутренностей» «The Fish Guts Displacement»                       | Марк Сендроуски | Сюжет : Чак Лорри, Билл Прэди и Тара Эрнандес Телесценарий : Стивен Моларо, Эрик Каплан и Джим Рейнольдс          | 6 декабря 2012   | 3X7610      | 16.94               |
| 122     | 11         | «Санта-моделирование» «The Santa Simulation»                                          | Марк Сендроуски | Сюжет : Чак Лорри, Эрик Каплан и Стив Холланд Телесценарий : Стивен Моларо, Джим Рейнольдс и Мария Феррари        | 13 декабря 2012  | 3X7611      | 16.77               |
| 123     | 12         | «Эквивалентность яичному салату» «The Egg Salad Equivalency»                          | Марк Сендроуски | Сюжет : Чак Лорри, Эрик Каплан и Джим Рейнольдс Телесценарий : Стивен Моларо, Билл Прэди и Стив Холланд           | 3 января 2013    | 3X7612      | 19.25               |
| 124     | 13         | «Бейкерсфилдская экспедиция» «The Bakersfield Expedition»                             | Марк Сендроуски | Сюжет : Чак Лорри, Джим Рейнольдс и Стив Холланд Телесценарий : Стивен Моларо, Эрик Каплан и Мария Феррари        | 10 января 2013   | 3X7613      | 20.00               |
| 125     | 14         | «Инверсия Купера-Крипке» «The Cooper/Kripke Inversion»                                | Марк Сендроуски | Сюжет : Чак Лорри, Эрик Каплан и Энтони Дель Брокколо Телесценарий : Стивен Моларо, Джим Рейнольдс и Стив Холланд | 31 января 2013   | 3X7614      | 17.76               |
| 126     | 15         | «Блок-спойлерное деление» «The Spoiler Alert Segmentation»                            | Марк Сендроуски | Сюжет : Чак Лорри, Эрик Каплан и Стив Холланд Телесценарий : Стивен Моларо, Мария Феррари и Адам Фаберман         | 7 февраля 2013   | 3X7615      | 18.98               |
| 127     | 16         | «Доказательство привязанности» «The Tangible Affection Proof»                         | Марк Сендроуски | Сюжет : Чак Лорри, Билл Прэди и Стив Холланд Телесценарий : Стивен Моларо, Джим Рейнольдс и Тара Эрнандес         | 14 февраля 2013  | 3X7616      | 17.89               |
| 128     | 17         | «Изоляция чудища» «The Monster Isolation»                                             | Марк Сендроуски | Сюжет : Чак Лорри, Дэйв Гоетч и Мария Феррари Телесценарий : Стивен Моларо, Эрик Каплан и Стив Холланд            | 21 февраля 2013  | 3X7617      | 17.62               |
| 129     | 18         | «Осуществление договорного обязательства» «The Contractual Obligation Implementation» | Марк Сендроуски | Сюжет : Чак Лорри, Эрик Каплан и Стив Холланд Телесценарий : Стивен Моларо, Джим Рейнольдс и Мария Феррари        | 7 марта 2013     | 3X7618      | 17.63               |
| 130     | 19         | «Реконфигурация шкафа» «The Closet Reconfiguration»                                   | Энтони Рич      | Сюжет : Чак Лорри, Джим Рейнольдс и Мария Феррари Телесценарий : Стивен Моларо, Стив Холланд и Эрик Каплан        | 14 марта 2013    | 3X7619      | 15.90               |
| 131     | 20         | «Дестабилизация бессрочного контракта» «The Tenure Turbulence»                        | Марк Сендроуски | Сюжет : Стивен Моларо, Эрик Каплан и Мария Феррари Телесценарий : Чак Лорри, Стив Холланд и Джим Рейнольдс        | 4 апреля 2013    | 3X7620      | 17.24               |
| 132     | 21         | «Альтернатива завершению» «The Closure Alternative»                                   | Марк Сендроуски | Сюжет : Чак Лорри, Билл Прэди и Тара Эрнандес Телесценарий : Стивен Моларо, Джим Рейнольдс и Стив Холланд         | 25 апреля 2013   | 3X7621      | 15.05               |
| 133     | 22         | «Возрождение Протона» «The Proton Resurgence»                                         | Марк Сендроуски | Сюжет : Чак Лорри, Джим Рейнольдс и Стив Холланд Телесценарий : Стивен Моларо, Эрик Каплан и Мария Феррари        | 2 мая 2013       | 3X7622      | 16.29               |
| 134     | 23         | «Потенциал любовного заклинания» «The Love Spell Potential»                           | Anthony Rich    | Сюжет : Чак Лорри, Джим Рейнольдс и Мария Феррари Телесценарий : Стивен Моларо, Эрик Каплан и Стив Холланд        | 9 мая 2013       | 3X7623      | 16.30               |
| 135     | 24         | «Реакция на отъезд» «The Bon Voyage Reaction»                                         | Марк Сендроуски | Сюжет : Стивен Моларо, Стив Холланд и Тара Эрнандес Телесценарий : Чак Лорри, Джим Рейнольдс и Мария Феррари      | 16 мая 2013      | 3X7624      | 15.48               |

### Сезон 7 (2013—2014)
| № общий | № в сезоне | Название                                                        | Режиссёр        | Автор сценария | Дата премьеры    | Произв. код | Зрители в США (млн) |
| ------- | ---------- | --------------------------------------------------------------- | --------------- | --- | ---------------- | ----------- | ------------------- |
| 136     | 1          | «Недостаточность Хофстедтера» «The Hofstadter Insufficiency»    | Марк Сендроуски | Сюжет : Чак Лорри, Стивен Моларо и Тара Эрнандес Телесценарий : Эрик Каплан, Джим Рейнольдс и Стив Холланд            | 26 сентября 2013 | 4X5301      | 18.99               |
| 137     | 2          | «Верификация обмана» «The Deception Verification»               | Марк Сендроуски | Сюжет : Чак Лорри, Эрик Каплан и Джим Рейнольдс Телесценарий : Стивен Моларо, Стив Холланд и Мария Феррари            | 26 сентября 2013 | 4X5302      | 20.44               |
| 138     | 3          | «Завихрение Сталкеров» «The Scavenger Vortex»                   | Марк Сендроуски | Сюжет : Дэйв Гоетч, Эрик Каплан и Стив Холланд Телесценарий : Стивен Моларо, Джим Рейнольдс и Мария Феррари           | 3 октября 2013   | 4X5303      | 18.22               |
| 139     | 4          | «Минимизация Индианы Джонса» «The Raiders Minimization»         | Марк Сендроуски | Сюжет : Чак Лорри, Джим Рейнольдс и Тара Эрнандес Телесценарий : Стивен Моларо, Стив Холланд и Мария Феррари          | 10 октября 2013  | 4X5304      | 17.64               |
| 140     | 5          | «Сходимость рабочего места» «The Workplace Proximity»           | Марк Сендроуски | Сюжет : Стивен Моларо, Стив Холланд и Мария Феррари Телесценарий : Чак Лорри, Эрик Каплан и Джим Рейнольдс            | 17 октября 2013  | 4X5305      | 17.80               |
| 141     | 6          | «Романтический резонанс» «The Romance Resonance»                | Марк Сендроуски | Сюжет : Эрик Каплан, Джим Рейнольдс и Тара Эрнандес Телесценарий : Стивен Моларо, Стив Холланд и Мария Феррари        | 24 октября 2013  | 4X5306      | 16.98               |
| 142     | 7          | «Замещение др.Протона» «The Proton Displacement»                | Марк Сендроуски | Сюжет : Чак Лорри, Мария Феррари и Энтони Дель Брокколо Телесценарий : Стивен Моларо, Эрик Каплан и Джим Рейнольдс    | 7 ноября 2013    | 4X5307      | 16.89               |
| 143     | 8          | «Симуляция мозгового зуда» «The Itchy Brain Simulation»         | Марк Сендроуски | Сюжет : Стивен Моларо, Билл Прэди и Джим Рейнольдс Телесценарий : Эрик Каплан, Стив Холланд и Мария Феррари           | 14 ноября 2013   | 4X5308      | 18.30               |
| 144     | 9          | «Распад в День Благодарения» «The Thanksgiving Decoupling»      | Марк Сендроуски | Сюжет : Эрик Каплан, Стив Холланд и Мария Феррари Телесценарий : Стивен Моларо, Джим Рейнольдс и Джереми Хоув         | 21 ноября 2013   | 4X5309      | 18.94               |
| 145     | 10         | «Рассеяние открытия» «The Discovery Dissipation»                | Марк Сендроуски | Сюжет : Эрик Каплан, Джим Рейнольдс и Мария Феррари Телесценарий : Стивен Моларо, Стив Холланд и Адам Фаберман        | 5 декабря 2013   | 4X5310      | 15.63               |
| 146     | 11         | «Извлечение Купера» «The Cooper Extraction»                     | Марк Сендроуски | Сюжет : Стивен Моларо, Эрик Каплан и Мария Феррари Телесценарий : Джим Рейнольдс, Стив Холланд и Тара Эрнандес        | 12 декабря 2013  | 4X5311      | 17.68               |
| 147     | 12         | «Сомнения-разветвления» «The Hesitation Ramification»           | Марк Сендроуски | Сюжет : Дэйв Гоетч, Джим Рейнольдс и Тара Эрнандес Телесценарий : Стив Моларо, Стив Холланд и Мария Феррари           | 2 января 2014    | 4X5312      | 19.20               |
| 148     | 13         | «Перекалибровка профессии» «The Occupation Recalibration»       | Марк Сендроуски | Сюжет : Эрик Каплан, Мария Феррари и Тара Эрнандес Телесценарий : Стив Моларо, Джим Рейнольдс и Стив Холланд          | 9 января 2014    | 4X5313      | 20.35               |
| 149     | 14         | «Дилемма Comic-Con» «The Convention Conundrum»                  | Марк Сендроуски | Сюжет : Эрик Каплан, Джим Рейнольдс и Адам Фаберман Телесценарий : Стивен Моларо, Дэйв Гоетч и Стив Холланд           | 30 января 2014   | 4X5315      | 19.05               |
| 150     | 15         | «“Локомотивная” манипуляция» «The Locomotive Manipulation»      | Марк Сендроуски | Сюжет : Джим Рейнольдс, Стив Холланд и Тара Эрнандес Телесценарий : Стивен Моларо, Эрик Каплан и Мария Феррари        | 6 февраля 2014   | 4X5314      | 17.53               |
| 151     | 16         | «Поляризация стола» «The Table Polarization»                    | Gay Linvill     | Сюжет : Стивен Моларо, Мария Феррари и Тара Эрнандес Телесценарий : Чак Лорри, Джим Рейнольдс и Стив Холланд          | 27 февраля 2014  | 4x5316      | 17.73               |
| 152     | 17         | «Турбулентность дружбы» «The Friendship Turbulence»             | Марк Сендроуски | Сюжет : Стивен Моларо, Эрик Каплан и Тара Эрнандес Телесценарий : Джим Рейнольдс, Стив Холланд и Мария Феррари        | 6 марта 2014     | 4X5318      | 18.09               |
| 153     | 18         | «Обнаружение мамочки» «The Mommy Observation»                   | Марк Сендроуски | Сюжет : Джим Рейнольдс, Стив Холланд и Мария Феррари Телесценарий : Стивен Моларо, Эрик Каплан и Энтони Дель Брокколо | 13 марта 2014    | 4x5319      | 17.34               |
| 154     | 19         | «Объединённость нерешительностью» «The Indecision Amalgamation» | Энтони Рич      | Сюжет : Билл Прэди, Эрик Каплан и Джим Рейнольдс Телесценарий : Стивен Моларо, Дэйв Гоетч и Стив Холланд              | 3 апреля 2014    | 4x5320      | 17.73               |
| 155     | 20         | «Раскол отношений» «The Relationship Diremption»                | Марк Сендроуски | Сюжет : Стивен Моларо, Билл Прэди и Джим Рейнольдс Телесценарий : Чак Лорри, Эрик Каплан и Стив Холланд               | 10 апреля 2014   | 4X5321      | 16.49               |
| 156     | 21         | «Рекурсия всевозможного» «The Anything Can Happen Recurrence»   | Марк Сендроуски | Сюжет : Стивен Моларо, Эрик Каплан и Адам Фаберман Телесценарий : Джим Рейнольдс, Стив Холланд и Тара Эрнандес        | 24 апреля 2014   | 4x5322      | 16.44               |
| 157     | 22         | «Метаморфоза Протона» «The Proton Transmogrification»           | Марк Сендроуски | Сюжет : Джим Рейнольдс, Мария Феррари и Джереми Хоув Телесценарий : Стивен Моларо, Эрик Каплан и Стив Холланд         | 1 мая 2014       | 4X5317      | 16.07               |
| 158     | 23         | «Диссоциация гориллы» «The Gorilla Dissolution»                 | Питер Чакос     | Сюжет : Чак Лорри, Джим Рейнольдс и Джереми Хоув Телесценарий : Стивен Моларо, Стив Холланд и Эрик Каплан             | 8 мая 2014       | 4x5323      | 14.42               |
| 159     | 24         | «Крушение привычной обстановки» «The Status Quo Combustion»     | Марк Сендроуски | Сюжет : Эрик Каплан, Джим Рейнольдс и Джереми Хоув Телесценарий : Стивен Моларо, Стив Холланд и Тара Эрнандес         | 15 мая 2014      | 4X5324      | 16.73               |

### Сезон 8 (2014—2015)
| № общий | № в сезоне | Название                                                            | Режиссёр        | Автор сценария | Дата премьеры    | Произв. код | Зрители в США (млн) |
| ------- | ---------- | ------------------------------------------------------------------- | --------------- | --- | ---------------- | ----------- | ------------------- |
| 160     | 1          | «Железнодорожное прерывание» «The Locomotion Interruption»          | Марк Сендроуски | Сюжет : Джим Рейнольдс, Мария Феррари и Тара Эрнандес Телесценарий : Стивен Моларо, Стив Холланд и Эрик Каплан            | 22 сентября 2014 | 4X6751      | 18.08               |
| 161     | 2          | «Вариант младшего профессора» «The Junior Professor Solution»       | Марк Сендроуски | Сюжет : Стивен Моларо, Эрик Каплан и Стив Холланд Телесценарий : Джим Рейнольдс, Мария Феррари и Тара Эрнандес            | 22 сентября 2014 | 4X6752      | 18.30               |
| 162     | 3          | «Недостаточность первого броска» «The First Pitch Insufficiency»    | Марк Сендроуски | Сюжет : Чак Лорри, Джим Рейнольдс и Энтони Дель Брокколо Телесценарий : Стивен Моларо, Стив Холланд и Мария Феррари       | 29 сентября 2014 | 4X6753      | 16.44               |
| 163     | 4          | «Постельные реверберации» «The Hook-Up Reverberation»               | Марк Сендроуски | Сюжет : Стив Холланд, Мария Феррари и Тара Эрнандес Телесценарий : Стивен Моларо, Эрик Каплан и Джим Рейнольдс            | 6 октября 2014   | 4X6754      | 15.94               |
| 164     | 5          | «Ослабление концентрации» «The Focus Attenuation»                   | Марк Сендроуски | Сюжет : Джим Рейнольдс, Мария Феррари и Адам Фаберман Телесценарий : Стивен Моларо, Эрик Каплан и Стив Холланд            | 13 октября 2014  | 4X6755      | 15.63               |
| 165     | 6          | «Имитация экспедиции» «The Expedition Approximation»                | Марк Сендроуски | Сюжет : Стивен Моларо, Дэйв Гоетч и Тара Эрнандес Телесценарий : Джим Рейнольдс, Стив Холланд и Мария Феррари             | 20 октября 2014  | 4X6756      | 16.02               |
| 166     | 7          | «Неверная интерпретация агитации» «The Misinterpretation Agitation» | Марк Сендроуски | Сюжет : Чак Лорри, Эрик Каплан и Джим Рейнольдс Телесценарий : Стивен Моларо, Стив Холланд и Мария Феррари                | 30 октября 2014  | 4X6758      | 16.25               |
| 167     | 8          | «Эквивалентность выпускного» «The Prom Equivalency»                 | Марк Сендроуски | Сюжет : Джим Рейнольдс, Стив Холланд и Джереми Хоув Телесценарий : Стив Моларо, Эрик Каплан и Мария Феррари               | 6 ноября 2014    | 4X6757      | 16.56               |
| 168     | 9          | «Отклонение перегородки» «The Septum Deviation»                     | Энтони Рич      | Сюжет : Стивен Моларо, Билл Прэди и Мария Феррари Телесценарий : Эрик Каплан, Стив Холланд и Тара Эрнандес                | 13 ноября 2014   | 4X6759      | 16.90               |
| 169     | 10         | «Рефлексия на шампанское» «The Champagne Reflection»                | Марк Сендроуски | Сюжет : Стивен Моларо, Тара Эрнандес и Дэвид Зальцберг Телесценарий : Джим Рейнольдс, Стив Холланд и Дэйв Гоетч           | 20 ноября 2014   | 4X6760      | 14.61               |
| 170     | 11         | «Проникновение в чистую комнату» «The Clean Room Infiltration»      | Марк Сендроуски | Сюжет : Мария Феррари, Тара Эрнандес и Джереми Хоув Телесценарий : Эрик Каплан, Джим Рейнольдс и Стив Холланд             | 11 декабря 2014  | 4X6761      | 15.49               |
| 171     | 12         | «Дезинтеграция космического зонда» «The Space Probe Disintegration» | Марк Сендроуски | Сюжет : Билл Прэди, Эрик Каплан и Джим Рейнольдс Телесценарий : Стивен Моларо, Стив Холланд и Мария Феррари               | 8 января 2015    | 4X6762      | 18.11               |
| 172     | 13         | «Оптимизация стрессом» «The Anxiety Optimization»                   | Марк Сендроуски | Сюжет : Эрик Каплан, Мария Феррари и Адам Фаберман Телесценарий : Джим Рейнольдс, Стив Холланд и Тара Эрнандес            | 29 января 2015   | 4X6763      | 17.25               |
| 173     | 14         | «Проявление троллинга» «The Troll Manifestation»                    | Марк Сендроуски | Сюжет : Стивен Моларо, Эрик Каплан и Тара Эрнандес Телесценарий : Джим Рейнольдс, Стив Холланд и Мария Феррари            | 5 февраля 2015   | 4X6765      | 17.09               |
| 174     | 15         | «Регенерация магазина комиксов» «The Comic Book Store Regeneration» | Марк Сендроуски | Сюжет : Джим Рейнольдс, Мария Феррари и Джереми Хоув Телесценарий : Стивен Моларо, Эрик Каплан и Стив Холланд             | 19 февраля 2015  | 4X6764      | 17.49               |
| 175     | 16         | «Ускорение близости» «The Intimacy Acceleration»                    | Марк Сендроуски | Сюжет : Дэйв Гоетч, Эрик Каплан и Тара Эрнандес Телесценарий : Стив Моларо, Джим Рейнольдс и Стив Холланд                 | 26 февраля 2015  | 4X6766      | 16.67               |
| 176     | 17         | «Колонизационное заявление» «The Colonization Application»          | Марк Сендроуски | Сюжет : Дэйв Гоетч, Джим Рейнольдс и Тара Эрнандес Телесценарий : Стив Моларо, Эрик Каплан и Мария Феррари                | 5 марта 2015     | 4X6767      | 18.17               |
| 177     | 18         | «Термоизоляция съестных запасов» «The Leftover Thermalization»      | Марк Сендроуски | Сюжет : Стивен Моларо, Мария Феррари и Джереми Хоув Телесценарий : Эрик Каплан, Джим Рейнольдс и Стив Холланд             | 12 марта 2015    | 4X6768      | 16.13               |
| 178     | 19         | «Проникновение по-Скайуокерски» «The Skywalker Incursion»           | Марк Сендроуски | Сюжет : Джим Рейнольдс, Тара Эрнандес и Джереми Хоув Телесценарий : Стив Моларо, Стив Холланд и Мария Феррари             | 2 апреля 2015    | 4X6769      | 13.89               |
| 179     | 20         | «Фортификационная реализация» «The Fortification Implementation»    | Марк Сендроуски | Сюжет : Джим Рейнольдс, Саладин Паттерсон и Тара Эрнандес Телесценарий : Стивен Моларо, Стив Холланд и Мария Феррари      | 9 апреля 2015    | 4X6770      | 14.78               |
| 180     | 21         | «Внеземная коммуникация» «The Communication Deterioration»          | Марк Сендроуски | Сюжет : Дэйв Гоетч, Стив Холланд, Джереми Хоув и Тара Эрнандес Телесценарий : Стивен Моларо, Эрик Каплан и Джим Рейнольдс | 16 апреля 2015   | 4X6771      | 14.82               |
| 181     | 22         | «Выпускное видеообращение» «The Graduation Transmission»            | Энтони Рич      | Сюжет : Чак Лорри, Дэйв Гоетч и Энтони Дель Брокколо Телесценарий : Стивен Моларо, Стив Холланд и Эрик Каплан             | 23 апреля 2015   | 4X6772      | 14.63               |
| 182     | 23         | «Материнское возгорание» «The Maternal Combustion»                  | Энтони Рич      | Сюжет : Стивен Моларо, Тара Эрнандес и Джереми Хоув Телесценарий : Чак Лорри, Джим Рейнольдс и Мария Феррари              | 30 апреля 2015   | 4X6773      | 13.85               |
| 183     | 24         | «Приверженность к определенности» «The Commitment Determination»    | Марк Сендроуски | Сюжет : Чак Лорри, Джим Рейнольдс и Мария Феррари Телесценарий : Стивен Моларо, Стив Холланд и Эрик Каплан                | 7 мая 2015       | 4X6774      | 14.64               |

### Сезон 9 (2015—2016)
| № общий | № в сезоне | Название                                                                  | Режиссёр        | Автор сценария | Дата премьеры    | Произв. код | Зрители в США (млн) |
| ------- | ---------- | ------------------------------------------------------------------------- | --------------- | --- | ---------------- | ----------- | ------------------- |
| 184     | 1          | «Брачный импульс» «The Matrimonial Momentum»                              | Марк Сендроуски | Сюжет : Чак Лорри, Джим Рейнольдс и Мария Феррари Телесценарий : Стивен Моларо, Стив Холланд и Эрик Каплан                     | 21 сентября 2015 | 4X7201      | 18.20               |
| 185     | 2          | «Разделение колебаний» «The Separation Oscillation»                       | Марк Сендроуски | Сюжет : Стивен Моларо, Стив Холланд и Тара Эрнандес Телесценарий : Чак Лорри, Джим Рейнольдс и Мария Феррари                   | 28 сентября 2015 | 4X7202      | 15.23               |
| 186     | 3          | «Коррозия мальчишника» «The Bachelor Party Corrosion»                     | Марк Сендроуски | Сюжет : Дэйв Гоетч, Джим Рейнольдс и Джереми Хоув Телесценарий : Стивен Моларо, Стив Холланд и Эрик Каплан                     | 5 октября 2015   | 4X7203      | 15.40               |
| 187     | 4          | «Аппроксимация 2003-го» «The 2003 Approximation»                          | Марк Сендроуски | Сюжет : Чак Лорри, Стив Холланд и Эрик Каплан Телесценарий : Стивен Моларо, Мария Феррари и Тара Эрнандес                      | 12 октября 2015  | 4X7204      | 14.96               |
| 188     | 5          | «Реализация пота» «The Perspiration Implementation»                       | Марк Сендроуски | Сюжет : Чак Лорри, Эрик Каплан и Мария Феррари Телесценарий : Стив Холланд, Джим Рейнольдс и Саладин Паттерсон                 | 19 октября 2015  | 4X7205      | 14.68               |
| 189     | 6          | «Резонанс Спока» «The Spock Resonance»                                    | Никки Лорри     | Сюжет : Чак Лорри, Джим Рейнольдс и Тара Эрнандес Телесценарий : Стивен Моларо, Стив Холланд и Джереми Хоув                    | 26 октября 2015  | 4X7206      | 16.32               |
| 190     | 7          | «Гелиевая недостаточность» «The Helium Insufficiency»                     | Марк Сендроуски | Сюжет : Стив Холланд, Мария Феррари и Энтони Дель Брокколо Телесценарий : Стивен Моларо, Эрик Каплан и Джим Рейнольдс          | 5 ноября 2015    | 4X7207      | 14.81               |
| 191     | 8          | «Наблюдение за тайным свиданием» «The Mystery Date Observation»           | Марк Сендроуски | Сюжет : Стивен Моларо, Эрик Каплан и Джим Рейнольдс Телесценарий : Чак Лорри, Стив Холланд и Тара Эрнандес                     | 12 ноября 2015   | 4X7208      | 14.92               |
| 192     | 9          | «Платоническая переустановка» «The Platonic Permutation»                  | Марк Сендроуски | Сюжет : Джим Рейнольдс, Джереми Хоув и Тара Эрнандес Телесценарий : Стив Холланд, Мария Феррари и Адам Фаберман                | 19 ноября 2015   | 4X7209      | 15.19               |
| 193     | 10         | «Реверберация ушного червя» «The Earworm Reverberation»                   | Марк Сендроуски | Сюжет : Эрик Каплан, Джим Рейнольдс и Саладин Паттерсон Телесценарий : Стивен Моларо, Стив Холланд и Джереми Хоув              | 10 декабря 2015  | 4X7210      | 15.27               |
| 194     | 11         | «Возбуждение премьерной ночи» «The Opening Night Excitation»              | Марк Сендроуски | Сюжет : Стивен Моларо, Эрик Каплан и Тара Эрнандес Телесценарий : Стив Холланд, Джим Рейнольдс и Мария Феррари                 | 17 декабря 2015  | 4X7211      | 17.23               |
| 195     | 12         | «Сублимация контакта продаж» «The Sales Call Sublimation»                 | Марк Сендроуски | Сюжет : Стив Холланд, Джим Рейнольдс и Saladin K. Patterson Телесценарий : Стивен Моларо, Мария Феррари и Энтони Дель Брокколо | 7 января 2016    | 4X7212      | 15.85               |
| 196     | 13         | «Оптимизация эмпатии» «The Empathy Optimization»                          | Марк Сендроуски | Сюжет : Чак Лорри, Эрик Каплан и Дэйв Гоетч Телесценарий : Стивен Моларо, Стив Холланд и Саладин Паттерсон                     | 14 января 2016   | 4X7213      | 15.75               |
| 197     | 14         | «Материализация бабули» «The Meemaw Materialization»                      | Марк Сендроуски | Сюжет : Чак Лорри, Джим Рейнольдс и Мария Феррари Телесценарий : Стивен Моларо, Стив Холланд и Тара Эрнандес                   | 4 февраля 2016   | 4X7214      | 15.29               |
| 198     | 15         | «Погружение в День Св.Валентина» «The Valentino Submergence»              | Марк Сендроуски | Сюжет : Стив Моларо, Джим Рейнольдс и Тара Эрнандес Телесценарий : Стив Холланд, Эрик Каплан и Джереми Хоув                    | 11 февраля 2016  | 4X7215      | 16.25               |
| 199     | 16         | «Положительно-отрицательная реакция» «The Positive Negative Reaction»     | Марк Сендроуски | Сюжет : Эрик Каплан, Джим Рейнольдс и Саладин Паттерсон Телесценарий : Стивен Моларо, Стив Холланд и Мария Феррари             | 18 февраля 2016  | 4X7216      | 15.24               |
| 200     | 17         | «Эксперимент празднования Дня Рождения» «The Celebration Experimentation» | Марк Сендроуски | Сюжет : Чак Лорри, Эрик Каплан и Джереми Хоув Телесценарий : Стивен Моларо, Стив Холланд и Тара Эрнандес                       | 25 февраля 2016  | 4X7217      | 15.94               |
| 201     | 18         | «Проблематика патентной заявки» «The Application Deterioration»           | Марк Сендроуски | Сюжет : Стивен Моларо, Эрик Каплан и Адам Фаберман Телесценарий : Стив Холланд, Джим Рейнольдс и Мария Феррари                 | 10 марта 2016    | 4X7218      | 14.68               |
| 202     | 19         | «Отклонение похода за припоем» «The Solder Excursion Diversion»           | Марк Сендроуски | Сюжет : Билл Прэди, Эрик Каплан и Мария Феррари Телесценарий : Стивен Моларо, Стив Холланд и Саладин Паттерсон                 | 31 марта 2016    | 4X7219      | 14.24               |
| 203     | 20         | «Осадки Большого Медведя» «The Big Bear Precipitation»                    | Марк Сендроуски | Сюжет : Чак Лорри, Дэйв Гоетч и Тара Эрнандес Телесценарий : Стивен Моларо, Стив Холланд и Джим Рейнольдс                      | 7 апреля 2016    | 4X7220      | 13.50               |
| 204     | 21         | «Вспышка на сериальной вечеринке» «The Viewing Party Combustion»          | Марк Сендроуски | Сюжет : Эрик Каплан, Мария Феррари и Джереми Хоув Телесценарий : Стивен Моларо, Стив Холланд и Тара Эрнандес                   | 21 апреля 2016   | 4X7221      | 14.16               |
| 205     | 22         | «Брожение раздвоенности» «The Fermentation Bifurcation»                   | Никки Лорри     | Сюжет : Стивен Моларо, Джим Рейнольдс и Энтони Дель Брокколо Телесценарий : Чак Лорри, Стив Холланд и Тара Эрнандес            | 28 апреля 2016   | 4X7222      | 14.13               |
| 206     | 23         | «Решение замены в очереди» «The Line Substitution Solution»               | Энтони Рич      | Сюжет : Стив Холланд, Саладин Паттерсон и Тара Эрнандес Телесценарий : Стивен Моларо, Эрик Каплан и Мария Феррари              | 5 мая 2016       | 4X7223      | 13.22               |
| 207     | 24         | «Конвергенция конвергенции» «The Convergence Convergence»                 | Марк Сендроуски | Сюжет : Стивен Моларо, Тара Эрнандес и Адам Фаберман Телесценарий : Чак Лорри, Стив Холланд и Джереми Хоув                     | 12 мая 2016      | 4X7224      | 14.73               |

### Сезон 10 (2016—2017)
| № общий | № в сезоне | Название                                                              | Режиссёр        | Автор сценария | Дата премьеры    | Произв. код | Зрители в США (млн) |
| ------- | ---------- | --------------------------------------------------------------------- | --------------- | --- | ---------------- | ----------- | ------------------- |
| 208     | 1          | «Супружеская гипотеза» «The Conjugal Conjecture»                      | Марк Сендроуски | Сюжет : Чак Лорри, Стив Холланд и Тара Эрнандес Телесценарий : Стивен Моларо, Эрик Каплан и Джим Рейнольдс                | 19 сентября 2016 | T12.15303   | 15.82               |
| 209     | 2          | «Военная миниатюризация» «The Military Miniaturization»               | Марк Сендроуски | Сюжет : Чак Лорри, Эрик Каплан и Джим Рейнольдс Телесценарий : Стивен Моларо, Стив Холланд и Мария Феррари                | 26 сентября 2016 | T12.15301   | 14.24               |
| 210     | 3          | «Превосходство зависимости» «The Dependence Transcendence»            | Марк Сендроуски | Сюжет : Стивен Моларо, Саладин Паттерсон и Тара Эрнандес Телесценарий : Стив Холланд, Мария Феррари и Джереми Хоув        | 3 октября 2016   | T12.15302   | 14.32               |
| 211     | 4          | «Эксперимент сожительства» «The Cohabitation Experimentation»         | Марк Сендроуски | Сюжет : Чак Лорри, Дэйв Гоетч и Мария Феррари Телесценарий : Стивен Моларо, Стив Холланд и Тара Эрнандес                  | 10 октября 2016  | T12.15304   | 14.41               |
| 212     | 5          | «Загрязнение джакузи» «The Hot Tub Contamination»                     | Марк Сендроуски | Сюжет : Чак Лорри, Мария Феррари и Тара Эрнандес Телесценарий : Стив Холланд, Эрик Каплан и Джим Рейнольдс                | 17 октября 2016  | T12.15305   | 14.20               |
| 213     | 6          | «Катализация толчками плода» «The Fetal Kick Catalyst»                | Марк Сендроуски | Сюжет : Стив Холланд, Тара Эрнандес и Джереми Хоув Телесценарий : Стивен Моларо, Саладин Паттерсон и Энтони Дель Брокколо | 27 октября 2016  | T12.15306   | 14.31               |
| 214     | 7          | «Эластичность правдивости» «The Veracity Elasticity»                  | Марк Сендроуски | Сюжет : Стивен Моларо, Эрик Каплан и Мария Феррари Телесценарий : Стив Холланд, Джим Рейнольдс и Адам Фаберман            | 3 ноября 2016    | T12.15307   | 14.18               |
| 215     | 8          | «Инкубация мозгов в чашке» «The Brain Bowl Incubation»                | Марк Сендроуски | Сюжет : Чак Лорри, Стив Холланд и Саладин Паттерсон Телесценарий : Стивен Моларо, Мария Феррари и Тара Эрнандес           | 10 ноября 2016   | T12.15308   | 14.47               |
| 216     | 9          | «Геологическая высота» «The Geology Elevation»                        | Марк Сендроуски | Сюжет : Чак Лорри, Эрик Каплан и Мария Феррари Телесценарий : Стив Холланд, Джим Рейнольдс и Джереми Хоув                 | 17 ноября 2016   | T12.15309   | 14.34               |
| 217     | 10         | «Коллизия собственности» «The Property Division Collision»            | Марк Сендроуски | Сюжет : Стив Холланд, Билл Прэди и Дэйв Гоетч Телесценарий : Стивен Моларо, Мария Феррари и Тара Эрнандес                 | 1 декабря 2016   | T12.15310   | 14.54               |
| 218     | 11         | «Синхронность дня рождения» «The Birthday Synchronicity»              | Никки Лорри     | Сюжет : Чак Лорри, Стив Холланд и Мария Феррари Телесценарий : Стивен Моларо, Эрик Каплан и Тара Эрнандес                 | 15 декабря 2016  | T12.15311   | 15.96               |
| 219     | 12         | «Праздничное суммирование» «The Holiday Summation»                    | Марк Сендроуски | Сюжет : Стивен Моларо, Эрик Каплан и Тара Эрнандес Телесценарий : Стив Холланд, Мария Феррари и Джереми Хоув              | 5 января 2017    | T12.15312   | 16.80               |
| 220     | 13         | «Романтическая рекалибровка» «The Romance Recalibration»              | Марк Сендроуски | Сюжет : Чак Лорри, Дэйв Гоетч и Энтони Дель Брокколо Телесценарий : Стивен Моларо, Стив Холланд и Саладин Паттерсон       | 19 января 2017   | T12.15313   | 15.15               |
| 221     | 14         | «Автоматизация обнаружения эмоций» «The Emotion Detection Automation» | Марк Сендроуски | Сюжет : Чак Лорри, Стивен Моларо и Эрик Каплан Телесценарий : Стив Холланд, Джим Рейнольдс и Саладин Паттерсон            | 2 февраля 2017   | T12.15314   | 14.66               |
| 222     | 15         | «Локомотивная реверберация» «The Locomotion Reverberation»            | Марк Сендроуски | Сюжет : Чак Лорри, Стив Холланд и Джим Рейнольдс Телесценарий : Стивен Моларо, Мария Феррари и Тара Эрнандес              | 9 февраля 2017   | T12.15315   | 14.15               |
| 223     | 16         | «Исчисление пособия» «The Allowance Evaporation»                      | Марк Сендроуски | Сюжет : Эрик Каплан, Мария Феррари и Джереми Хоув Телесценарий : Стивен Моларо, Стив Холланд и Джим Рейнольдс             | 16 февраля 2017  | T12.15316   | 13.51               |
| 224     | 17         | «Головоломка Комик-Кона» «The Comic-Con Conundrum»                    | Марк Сендроуски | Сюжет : Эрик Каплан, Саладин Паттерсон и Тара Эрнандес Телесценарий : Стив Моларо, Стив Холланд и Мария Феррари           | 23 февраля 2017  | T12.15317   | 13.38               |
| 225     | 18         | «Идентификация выходного люка» «The Escape Hatch Identification»      | Марк Сендроуски | Сюжет : Стивен Моларо, Эрик Каплан и Энтони Дель Брокколо Телесценарий : Стив Холланд, Джим Рейнольдс и Тара Эрнандес     | 9 марта 2017     | T12.15318   | 13.08               |
| 226     | 19         | «Коллаборационная флуктуация» «The Collaboration Fluctuation»         | Марк Сендроуски | Сюжет : Чак Лорри, Тара Эрнандес и Джузеппе Грациано Телесценарий : Стивен Моларо, Стив Холланд и Дэйв Гоетч              | 30 марта 2017    | T12.15319   | 12.78               |
| 227     | 20         | «Диссипация воспоминания» «The Recollection Dissipation»              | Марк Сендроуски | Сюжет : Эрик Каплан, Тара Эрнандес и Джереми Хоув Телесценарий : Стивен Моларо, Стив Холланд и Мария Феррари              | 6 апреля 2017    | T12.15320   | 12.59               |
| 228     | 21         | «Разделение агитации» «The Separation Agitation»                      | Марк Сендроуски | Сюжет : Стивен Моларо, Джим Рейнольдс и Мария Феррари Телесценарий : Стив Холланд, Тара Эрнандес и Джереми Хоув           | 13 апреля 2017   | T12.15321   | 11.89               |
| 229     | 22         | «Регенерация познания» «The Cognition Regeneration»                   | Марк Сендроуски | Сюжет : Стив Холланд, Тара Эрнандес и Джереми Хоув Телесценарий : Дэйв Гоетч, Эрик Каплан и Джим Рейнольдс                | 27 апреля 2017   | T12.15322   | 12.52               |
| 230     | 23         | «Гироскопический коллапс» «The Gyroscopic Collapse»                   | Энтони Рич      | Сюжет : Чак Лорри, Стив Холланд и Алекс Эйерс Телесценарий : Стивен Моларо, Джим Рейнольдс и Саладин Паттерсон            | 4 мая 2017       | T12.15323   | 12.39               |
| 231     | 24         | «Диссонанс на большие расстояния» «The Long Distance Dissonance»      | Марк Сендроуски | Сюжет : Стивен Моларо, Эрик Каплан и Джим Рейнольдс Телесценарий : Чак Лорри, Стив Холланд и Тара Эрнандес                | 11 мая 2017      | T12.15324   | 12.99               |

### Сезон 11 (2017—2018)
| № общий | № в сезоне | Название                                                       | Режиссёр        | Автор сценария | Дата премьеры    | Произв. код | Зрители в США (млн) |
| ------- | ---------- | -------------------------------------------------------------- | --------------- | --- | ---------------- | ----------- | ------------------- |
| 232     | 1          | «Предложение по предложению» «The Proposal Proposal»           | Марк Сендроуски | Сюжет : Чак Лорри, Эрик Каплан и Джереми Хоув Телесценарий : Стив Холланд, Мария Феррари и Тара Эрнандес               | 25 сентября 2017 | T12.15601   | 17.65               |
| 233     | 2          | «Реакция на отречение» «The Retraction Reaction»               | Марк Сендроуски | Сюжет : Стивен Моларо, Стив Холланд и Мария Феррари Телесценарий : Дэйв Гоетч, Эрик Каплан и Энтони Дель Брокколо      | 2 октября 2017   | T12.15602   | 14.06               |
| 234     | 3          | «Интеграция релаксации» «The Relaxation Integration»           | Марк Сендроуски | Сюжет : Чак Лорри и Стив Холланд и Адам Фаберман Телесценарий : Мария Феррари, Энди Гордон и Тара Эрнандес             | 9 октября 2017   | T12.15603   | 13.13               |
| 235     | 4          | «Взрывная имплозия» «The Explosion Implosion»                  | Марк Сендроуски | Сюжет : Билл Прэди, Мария Феррари и Тара Эрнандес Телесценарий : Стив Холланд, Эрик Каплан и Джереми Хоув              | 16 октября 2017  | T12.15604   | 13.07               |
| 236     | 5          | «Загрязнение сотрудничества» «The Collaboration Contamination» | Никки Лорри     | Сюжет : Стивен Моларо, Стив Холланд и Эрик Каплан Телесценарий : Дэйв Гоетч, Мария Феррари и Джереми Хоув              | 23 октября 2017  | T12.15605   | 13.20               |
| 237     | 6          | «Регенерация «Профессора Протона»» «The Proton Regeneration»   | Марк Сендроуски | Сюжет : Стивен Моларо, Дэйв Гоетч и Алекс Йонкс Телесценарий : Стив Холланд, Энди Гордон, Джереми Хоув                 | 2 ноября 2017    | T12.15606   | 14.14               |
| 238     | 7          | «Методология геологии» «The Geology Methodology»               | Марк Сендроуски | Сюжет : Стивен Холланд, Энтони Дель Брокколо и Адам Фаберман Телесценарий : Эрик Каплан, Мария Феррари и Тара Эрнандес | 9 ноября 2017    | T12.15607   | 13.80               |
| 239     | 8          | «Отскакушка Теслы» «The Tesla Recoil»                          | Энтони Рич      | Сюжет : Чак Лорри и Эрик Каплан и Тара Эрнандес Телесценарий : Стив Холланд, Мария Феррари и Джереми Хоув              | 16 ноября 2017   | T12.15608   | 13.44               |
| 240     | 9          | «Запутанность биткойна» «The Bitcoin Entanglement»             | Марк Сендроуски | Сюжет : Стив Холланд, Энди Гордон и Джереми Хоув Телесценарий : Дэйв Гоетч, Мария Феррари и Энтони Дель Брокколо       | 30 ноября 2017   | T12.15609   | 13.84               |
| 241     | 10         | «Размывание доверия» «The Confidence Erosion»                  | Марк Сендроуски | Сюжет : Билл Прэди, Мария Феррари и Адам Фаберман Телесценарий : Стив Холланд, Эрик Каплан и Тара Эрнандес             | 7 декабря 2017   | T12.15610   | 14.41               |
| 242     | 11         | «Праздничная ревеберация» «The Celebration Reverberation»      | Марк Сендроуски | Сюжет : Стив Холланд, Эрик Каплан и Алекс Эйерс Телесценарий : Дэйв Гоетч, Мария Феррари и Джереми Хоув                | 14 декабря 2017  | T12.15611   | 13.74               |
| 243     | 12         | «Брачная метрика» «The Matrimonial Metric»                     | Марк Сендроуски | Сюжет : Мария Феррари, Тара Эрнандес и Джереми Хоув Телесценарий : Стив Холланд, Эрик Каплан и Энди Гордон             | 4 января 2018    | T12.15612   | 16.16               |
| 244     | 13         | «Сольное колебание» «The Solo Oscillation»                     | Марк Сендроуски | Сюжет : Чак Лорри и Стив Холланд и Энтони Дель Брокколо Телесценарий : Эрик Каплан и Мария Феррари и Джереми Хоув      | 11 января 2018   | T12.15613   | 15.93               |
| 245     | 14         | «Треугольная декомпозиция» «The Separation Triangulation»      | Марк Сендроуски | Сюжет : Чак Лорри и Эрик Каплан и Мария Феррари Телесценарий : Стивен Моларо и Стив Холланд и Тара Эрнандес            | 18 января 2018   | T12.15614   | 14.92               |
| 246     | 15         | «Корреляция романизации» «The Novelization Correlation»        | Марк Сендроуски | Сюжет : Стив Холланд и Энди Гордон и Адам Фаберман Телесценарий : Эрик Каплан и Мария Феррари и Джереми Хоув           | 1 февраля 2018   | T12.15615   | 14.69               |
| 247     | 16         | «Неонатальная номенклатура» «The Neonatal Nomenclature»        | Гэй Линвилл     | Сюжет : Эрик Каплан и Мария Феррари и Энтони Дель Брокколо Телесценарий : Стив Холланд и Тара Эрнандес и Адам Фаберман | 1 марта 2018     | T12.15616   | 13.75               |
| 248     | 17         | «Локализация в «Атенейе»» «The Athenaeum Allocation»           | Марк Сендроуски | Сюжет : Стив Холланд и Стивен Моларо и Тара Эрнандес Телесценарий : Дэйв Гоетч и Эрик Каплан и Мария Феррари           | 8 марта 2018     | T12.15617   | 13.88               |
| 249     | 18         | «Волнение из-за Гейтса» «The Gates Excitation»                 | Марк Сендроуски | Сюжет : Эрик Каплан и Мария Феррари и Энди Гордон Телесценарий : Стив Холланд и Тара Эрнандес и Джереми Хоув           | 29 марта 2018    | T12.15618   | 13.26               |
| 250     | 19         | «Диссоциация арендаторов» «The Tenant Disassociation»          | Марк Сендроуски | Сюжет : Стив Холланд и Джереми Хоув и Тревор Альпер Телесценарий : Дэйв Гоетч и Эрик Каплан и Мария Феррари            | 5 апреля 2018    | T12.15619   | 13.00               |
| 251     | 20         | «Потенциал затворничества» «The Reclusive Potential»           | Марк Сендроуски | Сюжет : Мария Феррари и Энтони Дель Брокколо и Тара Эрнандес Телесценарий : Стив Холланд и Эрик Каплан и Адам Фаберман | 12 апреля 2018   | T12.15620   | 12.77               |
| 252     | 21         | «Поляризация кометы» «The Comet Polarization»                  | Марк Сендроуски | Сюжет : Стив Холланд и Билл Прэди и Эрик Каплан Телесценарий : Мария Феррари и Энди Гордон и Тара Эрнандес             | 19 апреля 2018   | T12.15621   | 12.91               |
| 253     | 22         | «Денежная недостаточность» «The Monetary Insufficiency»        | Никки Лорри     | Сюжет : Дэйв Гоетч и Мария Феррари и Тара Эрнандес Телесценарий : Стив Холланд и Эрик Каплан и Джереми Хоув            | 26 апреля 2018   | T12.15622   | 11.79               |
| 254     | 23         | «Семейная реструктуризация» «The Sibling Realignment»          | Марк Сендроуски | Сюжет : Стив Холланд и Эрик Каплан и Энтони Дель Брокколо Телесценарий : Дэйв Гоетч и Мария Феррари и Джереми Хоув     | 3 мая 2018       | T12.15623   | 12.93               |
| 255     | 24         | «Асимметрия галстука-бабочки» «The Bow Tie Asymmetry»          | Марк Сендроуски | Сюжет : Чак Лорри и Стивен Моларо и Мария Феррари Телесценарий : Стив Холланд и Эрик Каплан и Тара Эрнандес            | 10 мая 2018      | T12.15624   | 15.51               |

### Сезон 12 (2018—2019)
| № общий  | № в сезоне | Название                                                       | Режиссёр        | Автор сценария | Дата премьеры    | Произв. код | Зрители в США (млн) |
| -------- | ---------- | -------------------------------------------------------------- | --------------- | --- | ---------------- | ----------- | ------------------- |
| 256      | 1          | «Супружеская конфигурация» «The Conjugal Configuration»        | Марк Сендроуски | Сюжет : Чак Лорри и Эрик Каплан и Тара Эрнандес Телесценарий : Стив Холланд и Мария Феррари и Джереми Хоув                                                                           | 24 сентября 2018 | T12.16001   | 12.92               |
| 257      | 2          | «Свадебный подарок с червоточиной» «The Wedding Gift Wormhole» | Марк Сендроуски | Сюжет : Стив Холланд и Стивен Моларо и Мария Феррари Телесценарий : Дэйв Гоетч и Эрик Каплан и Энди Гордон                                                                           | 27 сентября 2018 | T12.16002   | 12.04               |
| 258      | 3          | «Калькуляция деторождения» «The Procreation Calculation»       | Марк Сендроуски | Сюжет : Чак Лорри и Тара Эрнандес и Адам Фаберман Телесценарий : Стив Холланд и Мария Феррари и Энтони Дель Брокколо                                                                 | 4 октября 2018   | T12.16003   | 12.29               |
| 259      | 4          | «Турбулентность Тэма» «The Tam Turbulence»                     | Марк Сендроуски | Сюжет : Стив Холланд и Стивен Моларо и Мария Феррари Телесценарий : Дэйв Гоетч и Эрик Каплан и Джереми Хоув                                                                          | 11 октября 2018  | T12.16004   | 12.94               |
| 260      | 5          | «Столкновение в планетарии» «The Planetarium Collision»        | Марк Сендроуски | Сюжет : Эрик Каплан и Энди Гордон и Алекс Эйерс Телесценарий : Стив Холланд и Мария Феррари и Тара Эрнандес                                                                          | 18 октября 2018  | T12.16005   | 12.22               |
| 261      | 6          | «Имитация возмущения» «The Imitation Perturbation»             | Марк Сендроуски | Сюжет : Стив Холланд и Мария Феррари и Тара Эрнандес Телесценарий : Эрик Каплан и Джереми Хоув и Адам Фаберман                                                                       | 25 октября 2018  | T12.16006   | 12.99               |
| 262      | 7          | «Назначение гранта» «The Grant Allocation Derivation»          | Марк Сендроуски | Сюжет : Эрик Каплан и Энтони Дель Брокколо и Алекс Йонкс Телесценарий : Стив Холланд и Дэйв Гоетч и Мария Феррари                                                                    | 1 ноября 2018    | T12.16007   | 12.64               |
| 263      | 8          | «Осуществление отклонения» «The Consummation Deviation»        | Марк Сендроуски | Сюжет : Чак Лорри и Стив Холланд и Мария Феррари Телесценарий : Эрик Каплан и Энди Гордон и Адам Фаберман                                                                            | 8 ноября 2018    | T12.16008   | 12.85               |
| 264      | 9          | «Отрицание цитирования» «The Citation Negation»                | Кристи Сесил    | Сюжет : Эрик Каплан и Тара Эрнандес и Джереми Хоув Телесценарий : Стив Холланд и Дэйв Гоетч и Мария Феррари                                                                          | 15 ноября 2018   | T12.16009   | 12.56               |
| 265      | 10         | «Видеомагнитофонное озарение» «The VCR Illumination»           | Марк Сендроуски | Сюжет : Стив Холланд и Стивен Моларо и Билл Прэди Телесценарий : Мария Феррари и Энди Гордон и Джереми Хоув                                                                          | 6 декабря 2018   | T12.16010   | 12.52               |
| 266      | 11         | «Пейнтбольное распыление» «The Paintball Scattering»           | Марк Сендроуски | Сюжет : Мария Феррари и Тара Эрнандес и Адам Фаберман Телесценарий : Стив Холланд и Эрик Каплан и Энтони Дель Брокколо                                                               | 3 января 2019    | T12.16011   | 12.80               |
| 267      | 12         | «Предложение размножения» «The Propagation Proposition»        | Марк Сендроуски | Сюжет : Чак Лорри и Стив Холланд и Джереми Хоув Телесценарий : Мария Феррари и Дэйв Гоетч и Эрик Каплан                                                                              | 10 января 2019   | T12.16012   | 13.53               |
| 268      | 13         | «Поляризация подтверждения» «The Confirmation Polarization»    | Марк Сендроуски | Сюжет : Эрик Каплан и Энди Гордон и Энтони Дель Брокколо Телесценарий : Стив Холланд и Мария Феррари и Тара Эрнандес                                                                 | 17 января 2019   | T12.16013   | 13.32               |
| 269      | 14         | «Появление метеорита» «The Meteorite Manifestation»            | Марк Сендроуски | Сюжет : Чак Лорри и Стив Холланд и Мария Феррари Телесценарий : Эрик Каплан и Тара Эрнандес и Джереми Хоув                                                                           | 31 января 2019   | T12.16014   | 13.66               |
| 270      | 15         | «Донорские колебания» «The Donation Oscillation»               | Марк Сендроуски | Сюжет : Билл Прэди и Джереми Хоув и Адам Фаберман Телесценарий : Стив Холланд и Дэйв Гоетч и Мария Феррари                                                                           | 7 февраля 2019   | T12.16015   | 13.97               |
| 271      | 16         | «Воронка игры «Dungeons & Dragons»» «The D & D Vortex»         | Марк Сендроуски | Сюжет : Стив Холланд и Мария Феррари и Энтони Дель Брокколо Телесценарий : Эрик Каплан и Энди Гордон и Тара Эрнандес                                                                 | 21 февраля 2019  | T12.16016   | 13.48               |
| 272      | 17         | «Оценивание на конференции» «The Conference Valuation»         | Марк Сендроуски | Сюжет : Чак Лорри и Стивен Моларо и Эрик Каплан Телесценарий : Стив Холланд и Мария Феррари и Джереми Хоув                                                                           | 7 марта 2019     | T12.16017   | 12.99               |
| 273      | 18         | «Собрание лауреатов» «The Laureate Accumulation»               | Марк Сендроуски | Сюжет : Стив Холланд и Адам Фаберман и Дэвид Зальцберг Телесценарий : Дэйв Гоетч и Эрик Каплан и Мария Феррари                                                                       | 4 апреля 2019    | T12.16018   | 12.22               |
| 274      | 19         | «Лишение вдохновения» «The Inspiration Deprivation»            | Марк Сендроуски | Сюжет : Эрик Каплан и Мария Феррари и Энди Гордон Телесценарий : Стив Холланд и Энтони Дель Брокколо и Тара Эрнандес                                                                 | 18 апреля 2019   | T12.16019   | 11.44               |
| 275      | 20         | «Реверберация решения» «The Decision Reverberation»            | Марк Сендроуски | Сюжет : Стивен Моларо и Стив Холланд и Тара Эрнандес Телесценарий : Эрик Каплан и Мария Феррари и Джереми Хоув                                                                       | 25 апреля 2019   | T12.16020   | 11.84               |
| 276      | 21         | «Раскол из-за плагиата» «The Plagiarism Schism»                | Никки Лорри     | Сюжет : Эрик Каплан и Мария Феррари и Адам Фаберман Телесценарий : Стив Холланд и Дэйв Гоетч и Тара Эрнандес                                                                         | 2 мая 2019       | T12.16021   | 12.48               |
| 277      | 22         | «Примирение с матерью» «The Maternal Conclusion»               | Кристи Сесил    | Сюжет : Стив Холланд и Эрик Каплан и Джереми Хоув Телесценарий : Мария Феррари и Энди Гордон и Энтони Дель Брокколо                                                                  | 9 мая 2019       | T12.16022   | 12.59               |
| special1 | TBA        | «Unraveling the Mystery: A Big Bang Farewell»                  | Чак Лорри       | Чак Лорри и Стивен Моларо и Стив Холланд | 16 мая 2019      | T12.16026   | 11.61               |
| 278      | 23         | «Константа перемен» «The Change Constant»                      | Марк Сендроуски | Чак Лорри и Стив Холланд и Стивен Моларо и Билл Прэди и Дэйв Гоетч и Эрик Каплан и Мария Феррари и Энди Гордон и Энтони Дель Брокколо и Тара Эрнандес и Джереми Хоув и Адам Фаберман | 16 мая 2019      | T12.16023   | 18.52               |
| 279      | 24         | «Стокгольмский синдром» «The Stockholm Syndrome»               | Марк Сендроуски | Чак Лорри и Стив Холланд и Стивен Моларо и Билл Прэди и Дэйв Гоетч и Эрик Каплан и Мария Феррари и Энди Гордон и Энтони Дель Брокколо и Тара Эрнандес и Джереми Хоув и Адам Фаберман | 16 мая 2019      | T12.16024   | 18.52               |